# Haut-Kœnigsbourg (hrad)
Hrad Haut-Koenigsbourg (francouzsky Château du Haut-Koenigsbourg) je středověký hrad ve Francii, v Alsasku. Nachází se na kopci nad vesnicí Orschwiller v pohoří Vogézy. Areál hradu zabírá 1,5 hektaru. Na stavbu hradu byl použit červený pískovec. Památku každý rok navštíví půl milionu turistů. K největším lákadlům patří místní sbírky zbraní a nábytku.

## Historie
Hrad byl postaven patrně ve 12. století a byl nejprve v majetku Štaufů. Pak ho získali lotrinští vévodové, kteří ho svěřili do péče rytířskému rodu Ratsamhausenů. V 15. století ho získal rod Hohensteinů, ale protože ho poskytoval jako útočiště zbojníkům, obyvatelstvo okolních obcí na hrad roku 1462 zaútočilo a vypálilo ho. Císař Fridrich III. Habsburský pak hrad dal do správy Thierstenům, posléze se stal majetkem Maxmiliána I. Habsburského. Během třicetileté války ho zcela vyplenili Švédové, byl opuštěn a zarostl lesem. V roce 1899 se stal osobním majetkem německého císaře Viléma II., který se rozhodl ho obnovit. Rekonstrukce probíhala v letech 1900-1908. Po první světové válce Alsasko připadlo Francii a hrad se stal majetkem francouzského státu. V roce 1937 se zde natáčel film Velká iluze režiséra Jeana Renoira. Roku 1993 byl vyhlášen národní památkou. V roce 2007 přešel do vlastnictví Conseil Général du Bas-Rhin.